# لي بولارد
لي بولارد (26 مايو 1979 في المملكة المتحدة - ) (بالإنجليزية: Lee Pollard)‏ هو لاعب كريكت بريطاني. لعب مع نادي مقاطعة بيدفوردشير للكريكت ‏ وLeicestershire Cricket Board ‏.

## وصلات خارجية
- لي بولارد على موقع إي آس بي آن كريك إنفو (الإنجليزية)